# Überfall bei Dassow

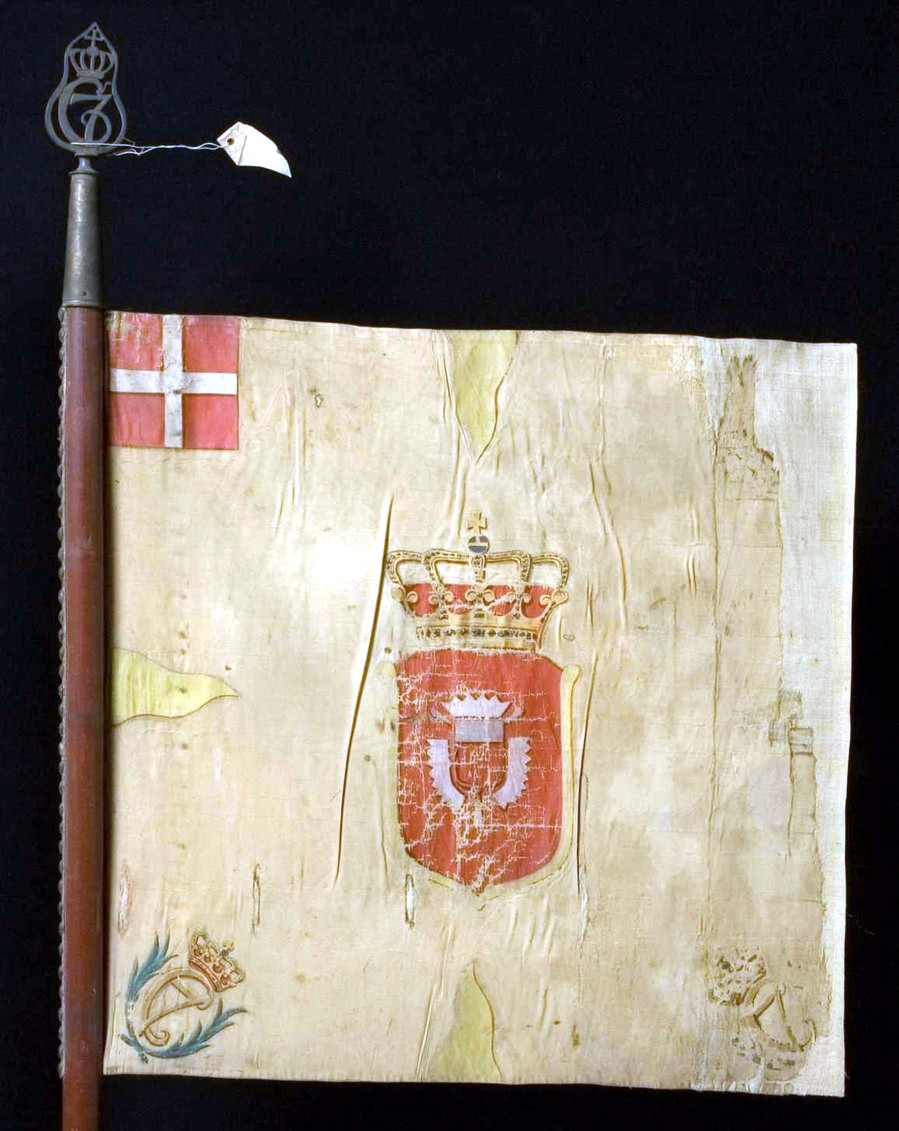
Beim Überfall erbeutete Standarte der holsteinischen Reiterei im Armémuseum Stockholm

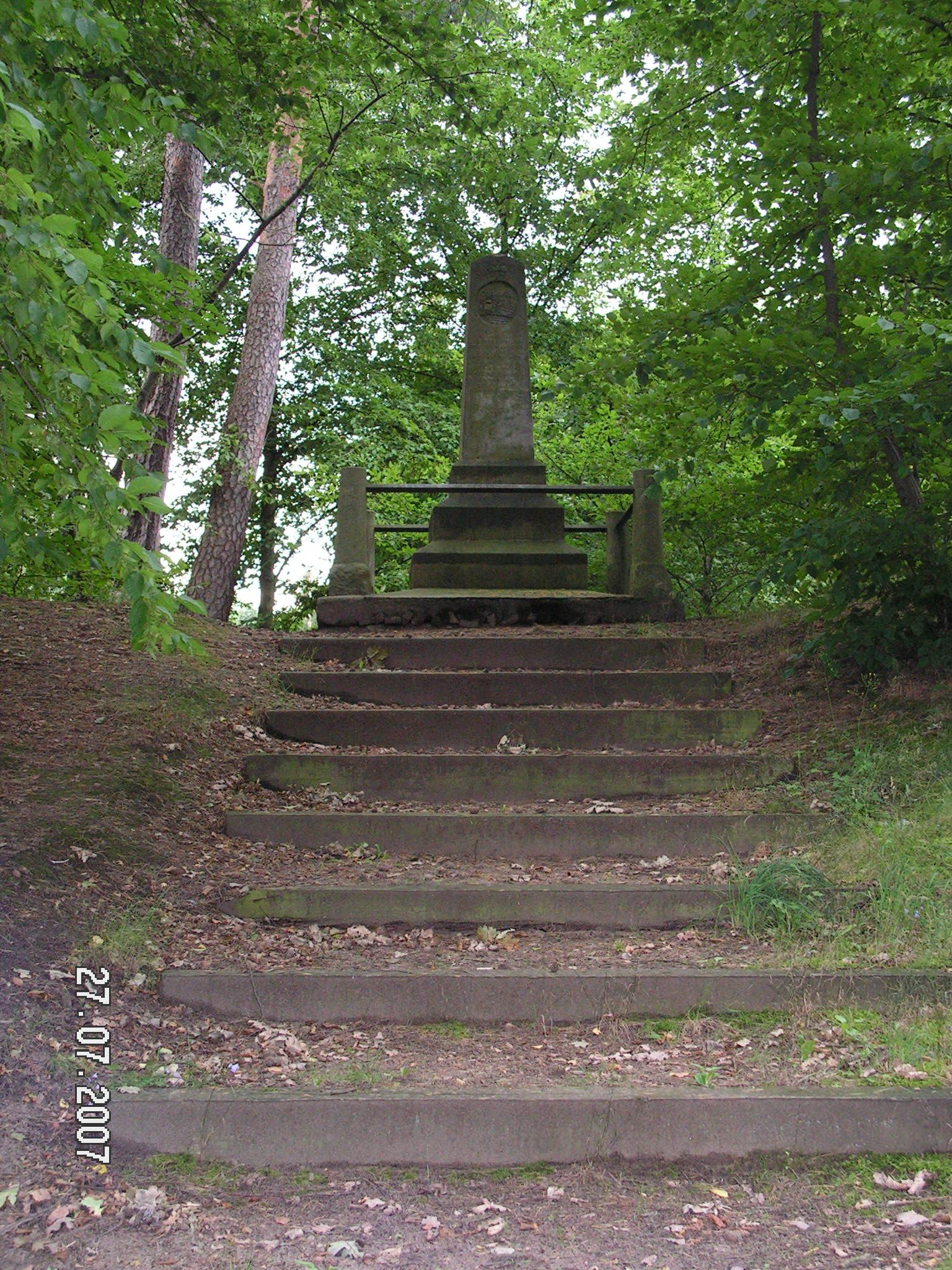
Denkmal für Friedrich Wilhelm Ludwig von Arnim in Lübeck-St. Gertrud

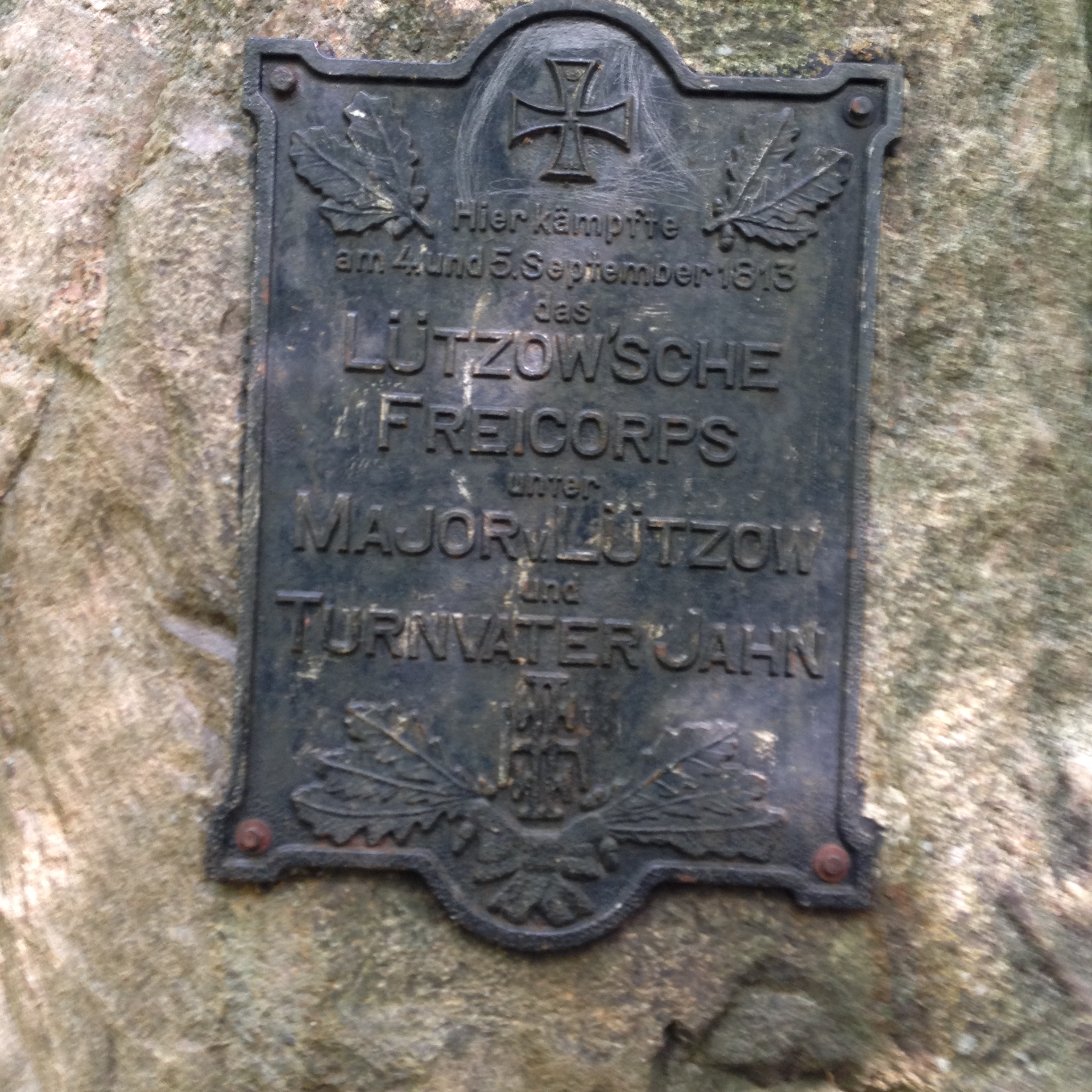
Denkmal für das Gefecht bei Mölln am 4. September 1813

Der Überfall bei Dassow am 4. September 1813 war ein Scharmützel vor Dassow während der Befreiungskriege zwischen einer holsteinischen (dänischen) Eskadron unter französischem Oberbefehl und preußischen Husaren und mecklenburgischen freiwilligen Jägern, die als Teil der Nordarmee unter schwedischem Oberbefehl standen.
Für den beginnenden Herbstfeldzug 1813 hatte sich die Nordarmee nach dem Trachenberg-Plan zwischen Ostsee und Elbe in Mecklenburg und Vorpommern aufgestellt. Mit ihr vereinigten sich die Russisch-Deutsche Legion unter Ludwig von Wallmoden-Gimborn und die Hanseatische Legion. Die Division in Mecklenburg stand unter dem Befehl von Eberhard Ernst Gotthard von Vegesack. Sie stand dem linken Flügel der Armeen Napoleons unter Louis-Nicolas Davout, François Antoine Lallemand und Louis Henri Loison gegenüber, die im Sommer 1813 nach Mecklenburg vorgestoßen waren, nun aber, nach der Schlacht bei Großbeeren am 23. August 1813, unter Druck gerieten.
In der Nacht vom 2. auf den 3. September räumten die französischen Truppen Wismar. Die Division Loison zog sich nach Gadebusch zurück. Von ihr trennte sich bald die Brigade Lallemand und wandte sich nach Grevesmühlen. Am Abend des 3. September erreichte sie Schönberg (Mecklenburg). Hier kam es am Morgen des 4. September 1813 zu einem Scharmützel mit Soldaten der Hanseatischen Legion unter dem Major Friedrich Wilhelm Ludwig von Arnim-Suckow. Dabei zerstörten die französischen Truppen die Brücke über die Maurine und setzten die Häuser an der Straße, die zur Brücke führte, in Brand. 21 Häuser wurden zerstört. Von Arnim gelang es jedoch, unterstützt durch die örtliche Bevölkerung, seine Truppen südlich über Groß Siemz nach Selmsdorf zu führen. Er fiel am folgenden Tag bei Wesloe vor Lübeck.
Der dänische Oberst Waldeck zog am 3. September von Grevesmühlen mit dem Gepäck, gedeckt von zwei Schwadronen holsteinischer Reiter, dem ersten Bataillon holsteinischer Scharfschützen und zwei Kanonen, nach Dassow. Hier besetzten sie die strategisch wichtige Dassower Brücke über die Stepenitz. Eine Schwadron holsteinischer Reiter unter dem Rittmeister Baron von Wedel-Jarlsberg übernahm die Wache östlich der Stepenitz.
Bei Tagesanbruch wurden sie Opfer eines Handstreichs von 28 Schillschen Husaren unter dem Leutnant von Rohr und etwa 20 mecklenburgischen reitenden Jägern unter dem Leutnant Ernst von Blücher (1793–1863), die gegen 3 Uhr morgens von Börzow aufgebrochen waren.
Die durch die Märsche der letzten Tage sehr ermüdeten holsteinischen Reiter wurden in ihrem Biwak überrascht, bevor sie ihre Pferde satteln und sich zur Wehr setzen konnten.
Das kurze Gefecht endete, als das am anderen Ende von Dassow hinter der Brücke stationierte Detachement von Waldeck alarmiert wurde. Es forderte auf Seiten der Holsteiner etwa 30 Tote und Schwerverwundete, darunter Rittmeister von Wedel, der wenig später in Kiel seinen Verletzungen erlag.
Die Husaren und Jäger erbeuteten die Standarte der 4. Schwadron sowie etwa 50 Pferde und machten etwa 40 Gefangene. Von Rohrs Kommando wurden 6 Männer und Pferde verwundet.
Der Adjutant des Kommandeurs der mecklenburgischen Jäger Oberst von Müller, Stabsrittmeister Carl von Rantzau, brachte die eroberte Standarte in das Hauptquartier des Kronprinzen von Schweden. Sie gelangte so in die schwedische Trophäensammlung und ist heute Teil der Sammlung des Armémuseums in Stockholm.
Nachdem sich Oberst Waldeck auf der Selmsdorfer Höhe wieder mit General Lallemand vereinigt hatte, wurde der Rückzug auf Lübeck fortgesetzt. Die napoleonischen Truppen räumten Mecklenburg vollständig. Am gleichen Tag lieferten sie sich südöstlich von Mölln das Gefecht am Lütauer See mit den Lützower Jägern unter Friedrich Ludwig Jahn. Die Frontlinie verlief nun für ein Vierteljahr von unmittelbar östlich von Lübeck entlang der Stecknitz und dem Stecknitzkanal bis Lauenburg/Elbe. Lübecks Franzosenzeit endete erst am 5. Dezember 1813. Die Dänen wurden mit dem Einmarsch der Nordarmee in Schleswig-Holstein, der Schlacht bei Sehestedt am 10. Dezember 1813 und dem Kosakenwinter zum Kieler Frieden gezwungen.

## Ehrungen
Leutnant von Rohr, Unteroffizier Friedrich Roß aus Nordenburg und der Jäger Ludwig Strebel aus Friedeberg in der Neumark erhielten am 20. Oktober das Eiserne Kreuz. Leutnant von Blücher wurde mit der schwedischen Schwertordens-Medaille ausgezeichnet.